# Stan (rajongó)
Az angol stan (ejtsd: szten)  szót az olyan rajongókra és/vagy támogatókra használják, akik egy hírességet, médiafranchise-ot vagy valamilyen könnyűzenei előadócsapatot, gyakran egy pop-rock bandát mérhetetlen lelkesedéssel követnek. A stanek rajongásának tárgyát, tehát a különböző zenei előadókat vagy egyéb hírességeket gyakran fave-nek, azaz kedvencnek szólítják, valamint mostanában divatos lett a bias szó használata is. Az amerikai rapper Eminem Stan című száma alapján a kifejezést gyakran az előadók híveinek leírására használták, akiknek a fanatizmusa olyan súlyos volt, mint Eminem 2000-es dalában szereplő karakter, Stan, megszállottsága. Maga a szó a stalker (zaklató) és a fan (rajongó) szavak összeolvadásából jött létre. A szó 2017-ben bekerült az Oxford English Dictionary online verziójába.

## Viselkedés
A ’Stan Wars’ vagy ’stanpedia’ néven ismert weboldal kezdeményezte, hogy a jövőben online diskurzusokat és az angolban flame warsként megjelenő hevesebb, akár rágalmazó, vitákat vezényeljen le a rivális rajongói táborok között. A stan (rajongói) kultúrára reagálva, David Monger, egy amatőr karikaturista elkészített egy websorozatot YouTube-on, amelyet The Nekci Menij Show-nak nevezett el. A show célja az volt, hogy kigúnyolja a nyilvánosság véleményét a női hírességekről, valamint ezzel párhuzamosan ki is parodizálja. A sorozatba olyan nagyobb nevek jelennek meg, mint például Christina Aguilera, Nicki Minaj, Madonna, Katy Perry, Beyoncé, Britney Spears, Kesha, Lady Gaga, Mariah Carey és Adele. A sorozat egy olyan művészi stílust használ, ami a Donald kacsa internetes mémjére emlékeztet.

## Használata
A köznyelvben, a felkapott „stan” szót lehet használni főnévként és igeként is. Néhány előadó stanjeinek meg van a saját elnevezésük, mint például Eminem rajongóinak a „Stans”, Adam Lambert rajongóinak a „Glamberts”, Demi Lovato rajongóinak a „Lovatics”, Taylor Swift rajongóinak a „Swifties”, Ariana Grande rajongóinak az „Arianators”, Lady Gaga rajongóinak a „Little Monsters”, a One Direction rajongóinak a „Directioners”, Miley Cyrus rajongóinak a „Smilers”, Twenty One Pilots rajongóinak a „Skeleton Clique”, Britney Spears rajongóinak a „Britney Army”, a Tokio Hotel rajongóinak az „Aliens”, Arcade Fire rajongóinak a „Moths”, Katy Perry rajongóinak a „Katycats”, Nicki Minaj rajongóinak a „Barbz” (ami egy utalás Nicki ’Barbie’ alteregójára, valamint a karrierje elején hordott színes ruhakölteményekre), Avril Lavigne rajongóinak a „Little Black Stars”, Selena Gomez rajongóinak a „Selenators”, a Little Mix rajongóinak a „Mixers”, Ed Sheeran rajongóinak a „Sheerios”, Ellie Goulding rajongóinak a „Goulddigers”, Kesha rajongóinak a „Animals”, Kerli Kõiv rajongóinak a „Moonchildren”, Tori Kelly rajongóinak a „Toraays”, a 5 Seconds of Summer rajongóinak a „5sos Fam” és így tovább.

## Gyakoriság
Néhány ezek közül a becenevek közül általános ismert és használt az adott előadó rajongói, valamint kívülállók által is. Más beceneveket nem használnak a gyakorlatban, sem a rajongói tábor tagjai, sem mások, ilyen például Kylie Minogue-é is, a „Kylie Stans”. Általában a közösségi oldalakon jelennek meg a leggyakrabban, például Twitteren és Tumblrön, valamint ez a jelenség feltűnik az offline K-pop körökben is. Egy alkalommal egy K-pop énekest, Csong Junhót, a TVXQ duó tagját, megmérgezte egy stan, aki besurrant a színfalak mögé, mielőtt az egyik koncertje elkezdődött volna. Yunhót kórházba szállították, az elkövetőt pedig letartóztatták. Sokan úgy hiszik, hogy a koreai kifejezés, a sasaeng fan a stan kultúra hatására jött létre. Etimológiailag a „sa” lefordítva magánt, a „saeng” pedig életet jelent, utalva a rajongók kedvenc előadóikat övező teljes megszállottságára.

## Hírességek reakciói
A legtöbb híresség pozitívan reagált a stan követőikre. Kiemelendő az, amit az angol énekes-zeneszerző, Jessie J mondott a stanjeiről: „Támogatnak engem, megveszik az albumaimat és single-jeimet, kint várnak a hotel előtt, eljönnek a koncertjeimre, feltetováltatják magukra a dalaim szövegeit, és levágatják a hajukat olyanra, mint amilyen nekem van. Imádni kell a rajongókat. Ezért hívom én őket „Heartbeats”-nek (szívdobogásnak), mert nélkülük nem lennék itt.” 2012-ben, egy rajongó eltörte a lábát Jessie J-ért, hogy felülmúlja az ő lábsérülését. A rajongók kinyomozták Jessie J lakcímét, és küldtek neki egy képet a rajongó által saját magának okozott sérülésről. Ez teljesen meghökkentette az énekest, aki ezek után megerősítette a személyi védelmét.
Az énekes-zeneszerző Lorde más véleményen van a rajongóknak adott becenevekkel kapcsolatban. Inkább ellenzően azt mondta: „Kényelmetlennek érzem, hogy mindenkit egy kínos és vicc centrikus név alá soroljak be”, és ezzel megerősítette, hogy soha nem fogja elnevezni rajongótáborát.

## Fordítás
Ez a szócikk részben vagy egészben  a   Stan (fan) című angol Wikipédia-szócikk ezen változatának fordításán alapul.  Az eredeti cikk szerkesztőit annak laptörténete sorolja fel. Ez a jelzés csupán a megfogalmazás eredetét és a szerzői jogokat jelzi, nem szolgál a cikkben szereplő információk forrásmegjelöléseként.